# 賴特灣
66°34′S 93°37′E / 66.567°S 93.617°E
賴特灣是南極洲的海灣，位於瑪麗皇后地，由澳大利亞探險家率領的探險隊發現，以加拿大探險隊員命名，現時由南極條約體系管理。